# Rönnesjön
Rönnesjön är en sjö i Osby kommun i Skåne och ingår i Skräbeåns huvudavrinningsområde. Sjön är 4,7 meter djup, har en yta på 0,0766 kvadratkilometer och befinner sig 138,3 meter över havet. Vid provfiske har abborre, gädda, mört och sutare fångats i sjön.

## Delavrinningsområde
Rönnesjön ingår i det delavrinningsområde (625748-141773) som SMHI kallar för Mynnar i Vilshultsån. Medelhöjden är 160 meter över havet och ytan är 17,28 kvadratkilometer. Det finns inga avrinningsområden uppströms utan avrinningsområdet är högsta punkten. Vattendraget som avvattnar avrinningsområdet har biflödesordning 3, vilket innebär att vattnet flödar genom totalt 3 vattendrag innan det når havet efter 50 kilometer. Avrinningsområdet består mestadels av skog (80 %). Avrinningsområdet har 1,22 kvadratkilometer vattenytor vilket ger det en sjöprocent på 7 %.